# 세바스토폴 포위전 (1854년~1855년)
세바스토폴 포위전(Siege of Sevastopol)은 크림 전쟁 중인 1854년 10월부터 1855년 9월까지 지속된 전투이다. 연합군(프랑스, 사르데냐, 오스만, 영국)은 1854년 9월 14일 옙파토리야에 상륙하여 5만 명의 병력으로 크림반도의 수도인 세바스토폴까지 승리 행진을 벌일 계획이었다. 도중에 벌어진 주요 전투는 알마 (1854년 9월), 발라클라바 (1854년 10월), 잉케르만 (1854년 11월), 체르나야 (1855년 8월), 리단 (1855년 9월), 마지막으로 말라코프 (1855년 9월)였다. 포위전 동안 연합군 해군은 1854년 10월 17일, 1855년 4월 9일, 6월 6일, 6월 17일, 8월 17일, 9월 5일에 수도에 6차례 포격을 가했다.
세바스토폴 포위전은 역사상 마지막 고전적인 포위전 중 하나이다. 세바스토폴은 차르의 흑해 함대의 본거지였으며, 이 함대는 지중해를 위협했다. 러시아 야전군은 연합군이 포위하기 전에 철수했다. 이 포위전은 1854~55년 전략적 러시아 항구를 차지하기 위한 결정적인 전투였고 크림 전쟁의 마지막 단락이었다.
빅토리아 시대 기간 이 전투는 꾸준히 기념되었다. 세바스토폴 포위전은 크림 전쟁 참전 용사 레프 톨스토이의 《세바스토폴 스케치》의 주제였으며, 러시아 최초의 장편 영화인 《세바스토폴 방어전》의 주제이기도 했다. 파리의 주요 간선도로인 세바스토폴 대로는 1850년대 승리를 기념하여 명명되었고, 발라클라바 전투는 앨프리드 테니슨 경의 시 "경기병여단의 돌격"과 로버트 깁의 그림 《얇은 붉은 선》으로 유명해졌다. 포위전 자체의 《파노라마》는 프란츠 루보가 그렸다.

## 전개

### 1854년 9월
연합군(프랑스 제2제국, 오스만 제국, 그레이트브리튼 아일랜드 연합왕국) 병력은 1854년 9월 14일 옙파토리야에 상륙했다. 일반적으로 크림 전쟁(1853~1856)의 첫 전투로 간주되는 1854년 9월 20일의 알마 전투는 크림반도 알마강 바로 남쪽에서 벌어졌다. 자크 르루아 드 생아르노와 제1대 래글런 남작 피츠로이 서머싯이 지휘하는 영국-프랑스군은 알렉산드르 세르게예비치 멘시코프 장군의 러시아군을 격파했으며, 러시아군은 약 6,000명의 병력을 잃었다.
10월 초 발라클라바 기지에서 출발하여, 프랑스 및 영국 공병대는 세바스토폴 남쪽 체르소네스 고지대를 따라 포위선을 건설하기 시작했다. 병력은 보루, 포대, 참호를 준비했다.
러시아군과 사령관인 알렉산드르 다닐로비치 멘시코프 공작이 떠난 후, 세바스토폴 방어는 블라디미르 코르닐로프와 파벨 나히모프 부제독이 이끌었고, 멘시코프의 수석 공병인 에두아르트 토틀레벤 중령의 도움을 받았다. 도시를 방어하기 위해 동원할 수 있는 병력은 민병대 4,500명, 포수 2,700명, 해병대 4,400명, 해군 수병 18,500명, 노동자 5,000명으로 총 35,000명이 약간 넘는 규모였다.
세바스토폴의 해군 방어는 8개의 포대를 포함했다. 각각 북쪽 해안에 3개(콘스탄틴 요새 또는 콘스탄틴 요새, 미하일 요새 또는 미카엘 요새, 4번 포대), 남쪽 해안에 5개(파벨 요새 또는 파벨 요새, 8번 포대, 알렉산드르 요새 또는 알렉산더 요새, 8번 포대)이다.
러시아군은 항구를 보호하기 위해 배를 자침시키는 것으로 시작하여, 해군 포를 추가 포병으로 사용하고 선원들을 해병으로 사용했다. 1855년 말까지 의도적으로 침몰시킨 선박에는 그랜드 듀크 콘스탄틴, 파리 시(둘 다 120문), 흐라브리, 임페라트리차 마리아, 체스마, 로스티슬라프, 야곤데이(모두 84문), 카바르나(60문), 콘레피(54문), 증기 프리깃 블라디미르, 증기선 썬더러, 베사라비아, 다뉴브, 오데사, 엘브로즈, 크라인이 포함되었다.

### 1854년 10월
10월 중순까지 연합군은 세바스토폴에 발사할 수 있는 약 120문의 대포를 준비했고, 러시아군은 약 3배나 더 많은 대포를 보유하고 있었다.
10월 5일(구력 날짜, 신력 10월 17일) 포격전이 시작되었다. 러시아 포병은 먼저 프랑스 탄약고를 파괴하여 프랑스군의 포를 침묵시켰다. 이어서 영국군의 포격으로 말라코프 보루의 탄약고가 폭발하여 코르닐로프 제독이 사망하고 그곳에 있던 대부분의 러시아 포가 침묵했으며 도시 방어선에 틈이 생겼다. 그러나 영국군과 프랑스군은 계획된 보병 공격을 보류하여 포위전을 조기에 끝낼 수 있는 기회를 놓쳤다.
동시에 연합군 지상군을 지원하기 위해 연합 함대는 러시아 방어선과 해안 포대를 맹렬히 공격했다. 해상 포격에는 6척의 스크류 전열함과 21척의 목조 범선(영국 11척, 프랑스 14척, 오스만 튀르크 2척)이 참여했다. 6시간 이상 지속된 포격 후, 연합 함대는 러시아 방어선과 해안 포대에 거의 피해를 입히지 못하고 함대에서 340명의 사상자를 냈다. 영국 전함 2척은 너무 심하게 손상되어 수리를 위해 콘스탄티노플의 병기고로 견인되었고 포위전이 끝날 때까지 작전에 참여하지 못했으며, 다른 대부분의 전함도 러시아 해안 포대의 많은 직격탄으로 인해 심각한 손상을 입었다. 포격은 다음 날 재개되었지만 러시아군은 밤새 복구 작업을 완료했다. 이러한 패턴은 포위전 내내 반복되었다.

### 1854년 11월
10월 말과 11월 초, 발라클라바와 잉케르만 전투가 포위선 바깥에서 벌어졌다. 발라클라바 전투는 러시아군에게 사기 진작을 가져왔고 연합군의 전선이 얇게 퍼져 있고 병력이 부족하다는 확신을 주었다. 그러나 잉케르만 전투에서 패배한 후, 러시아군은 세바스토폴 포위전이 야전으로 해제될 수 없음을 깨달았고, 대신 수비병을 돕기 위해 도시로 병력을 이동시켰다. 11월 말, 겨울 폭풍이 연합군의 야영지와 보급선을 파괴했다. 병사들과 말은 열악한 환경에서 병들고 굶주렸다.
토틀레벤이 리단 요새와 말라코프 보루 주변의 요새를 확장하는 동안, 영국 수석 공병 존 폭스 버고인은 세바스토폴의 핵심이라고 본 말라코프를 점령하려 했다. 연합군 병력을 말라코프에 더 가깝게 접근시키기 위한 공성 작업이 시작되었고, 이에 대응하여 토틀레벤은 러시아군이 포위병을 저격할 수 있는 총안호를 팠다. 참호전의 전조로서, 참호는 제1차 세계 대전의 특징이 되었고 연합군 공격의 초점이 되었다.

### 1855년

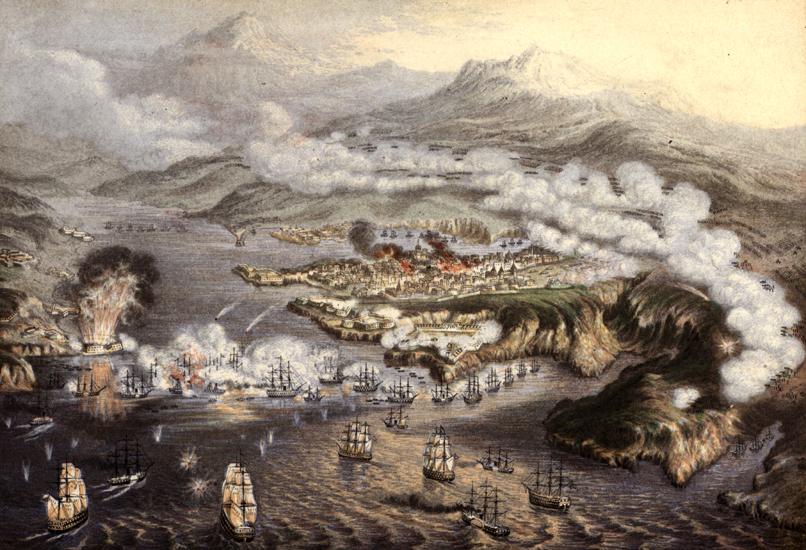
세바스토폴 포위전

연합군은 겨울이 끝났을 때 많은 보급로를 복구할 수 있었다. 계약업자 토마스 브래시와 사무엘 모튼 페토가 건설하여 1855년 3월 말에 완성된 새로운 크림 중앙 철도는 이제 발라클라바에서 포위선까지 보급품을 운반하는 데 사용되었다. 24마일 길이의 철도는 500개 이상의 대포와 풍부한 탄약을 전달했다. 연합군은 4월 8일(부활절 일요일)에 포격을 재개했다. 6월 28일(7월 10일), 나히모프 제독은 연합군 저격병이 가한 머리 부상으로 사망했다.
8월 24일(9월 5일), 연합군은 요새에 대한 6차이자 가장 격렬한 포격을 시작했다. 307문의 대포가 15만 발을 발사했으며, 러시아군은 매일 2,000~3,000명의 사상자를 냈다. 8월 27일(9월 8일), 13개 연합군 사단과 1개 연합군 여단(총 병력 6만 명)이 최후의 공격을 시작했다. 영국군의 그레이트 리단 공격은 실패했지만, 맥마옹 장군이 지휘하는 프랑스군은 말라코프 보루와 리틀 리단을 점령하는 데 성공하여 러시아군의 방어 위치를 유지할 수 없게 만들었다. 8월 28일(9월 9일) 아침까지 러시아군은 세바스토폴의 남쪽을 포기했다.
영웅적으로 방어되었고 연합군에 막대한 사상자를 냈지만, 세바스토폴의 함락은 크림 전쟁에서 러시아의 패배로 이어졌다. 대부분의 러시아 사상자는 400개가 넘는 공동 묘지에 있는 우애 묘지에 묻혔다. 세 명의 주요 지휘관(나히모프, 코르닐로프, 이스토민)은 세바스토폴에서 전사한 이들을 기리기 위해 특별히 지어진 성 블라디미르 대성당의 해군 제독 묘지에 안장되었다.

## 포위전 중 전투
- 세바스토폴 1차 포격 (1854년 10월 17일)
- 발라클라바 전투 (1854년 10월 25일)
- 리틀 잉케르만 전투 (1854년 10월 26일)
- 잉케르만 전투 (1854년 11월 5일)
- 발라클라바에서 러시아군의 공격 중단 (1855년 1월 10일)
- 옙파토리야 전투 (1855년 2월 17일)
- 체르나야에서 연합군 공격 중단 (1855년 2월 20일)
- 러시아군이 마멜롱을 공격하여 점령 (1855년 2월 22일)
- 프랑스군의 "화이트 웍스" 공격 격퇴 (1855년 2월 24일)
- 세바스토폴 2차 포격 (1855년 4월 9일)
- 영국군이 "소총 참호"를 성공적으로 공격 (1855년 4월 19일)
- 검역 묘지 전투 (1855년 5월 1일)
- 세바스토폴 3차 포격 (1855년 6월 6일)
- 연합군이 "화이트 웍스", 마멜롱, "채석장"을 성공적으로 공격 (1855년 6월 8-9일)
- 세바스토폴 4차 포격 (1855년 6월 17일)
- 말라코프와 그레이트 리단에 대한 연합군 공격 격퇴 (1855년 6월 18일)
- 체르나야 전투 (1855년 8월 16일)
- 세바스토폴 5차 포격 (1855년 8월 17일)
- 세바스토폴 6차 포격 (1855년 9월 7일)
- 연합군이 말라코프, 리틀 리단, 마트 보루, 그레이트 리단을 공격 (1855년 9월 8일)
- 1855년 9월 9일 러시아군 세바스토폴에서 후퇴

## 세바스토폴 대포의 운명

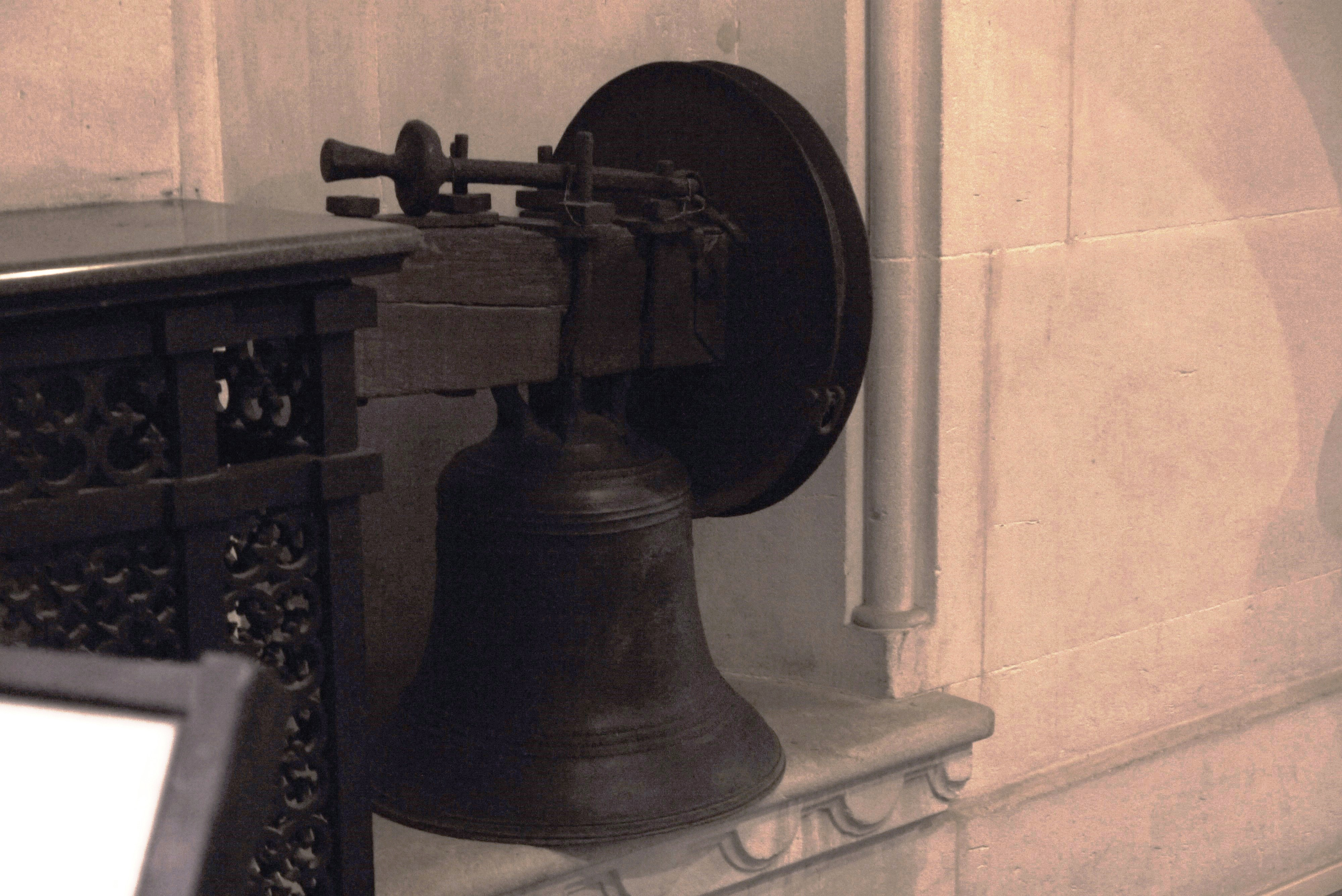
영국 아룬델성에 있는 17세기 교회 종 3개. 이 종들은 세바스토폴 포위전이 끝난 후 세바스토폴에서 전리품으로 가져온 것이다.

영국은 세바스토폴에서 압수한 대포를 영국 내 여러 마을과 제국 전역의 몇몇 주요 도시에 보냈다. 또한 여러 대의 대포가 영국 육군사관학교와 왕립 육군사관학교에 보내졌다. 이 대포들은 현재 모두 영국 육군사관학교에 보관되어 있으며(제2차 세계대전 직후 울리치 왕립 육군사관학교 폐교 후 재명명), 구 대학 건물 앞에 워털루 및 다른 전투에서 사용된 대포와 함께 전시되어 있다. 영국 도시로 보내진 많은 대포는 제2차 세계대전 중 전쟁 지원을 위해 녹여졌지만, 그 중 일부는 나중에 복제품으로 대체되었다.
세바스토폴 포위전 중에 노획된 몇몇 대포의 카스카벨(오래된 전장식 포의 후방에 있는 큰 공 모양 부분)은 영국군의 최고 무공 훈장인 빅토리아 십자훈장을 만드는 데 사용되었다고 전해진다. 그러나 제조업체인 행콕스에 따르면 이 금속은 러시아산이 아닌 중국산 청동이다. 사용된 대포는 울리치의 파이어파워 박물관에 보관되어 있으며, 분명히 중국산이다. 1850년대에 세바스토폴에 중국산 대포가 있을 이유가 없으므로, 빅토리아 십자훈장용 대포는 사실 1840년대 중국 전쟁에서 영국군이 노획하여 울리치 저장고에 보관했던 전리품일 가능성이 높다. 빅토리아 십자훈장을 세바스토폴 대포로 만들 것을 제안했지만, 실제로는 그렇게 되지 않은 것으로 보인다. 러시아산 청동이 아닌 것으로 판명된 메달에 대한 시험은 일부 빅토리아 십자훈장이 특정 시기에 저급 재료로 만들어졌다는 이야기를 낳았지만, 이는 사실이 아니다. 모든 빅토리아 십자훈장은 처음부터 동일한 금속으로 만들어졌다.
1861년 근위병 크림 전쟁 기념비의 일부는 존 벨이 런던 세인트 제임스, 워털루 플레이스에 세운 것으로, 녹인 세바스토폴 대포로 만들어졌다.

## 세바스토폴 종
포위전이 끝난 후, 영국군은 두 개의 큰 종을 십이사도 교회에서 전쟁 전리품으로 가져갔다. 두 개의 작은 종과 함께, 왕립 포병대 공성 열차를 지휘했던 존 세인트 조지 중령이 이들을 압수하여 운송했다. 이 종들은 왕립 병기고에 전시되었고, 그 후 더 큰 종은 앨더숏 수비대로 옮겨져 건 힐의 나무 틀에 설치되었다. 1879년에는 수비대의 의료 시설인 케임브리지 군 병원의 종탑으로 옮겨졌다. 1978년에는 병원 도로의 장교 식당으로, 그리고 최근에는 세인트 오메르 막사로 옮겨졌다. 이 종은 2급 등록 건축물이다. 두 번째 종은 윈저성으로 옮겨져 원형 탑에 설치되었는데, 전통적으로 왕이나 왕비가 서거할 때만 울린다.

## 갤러리

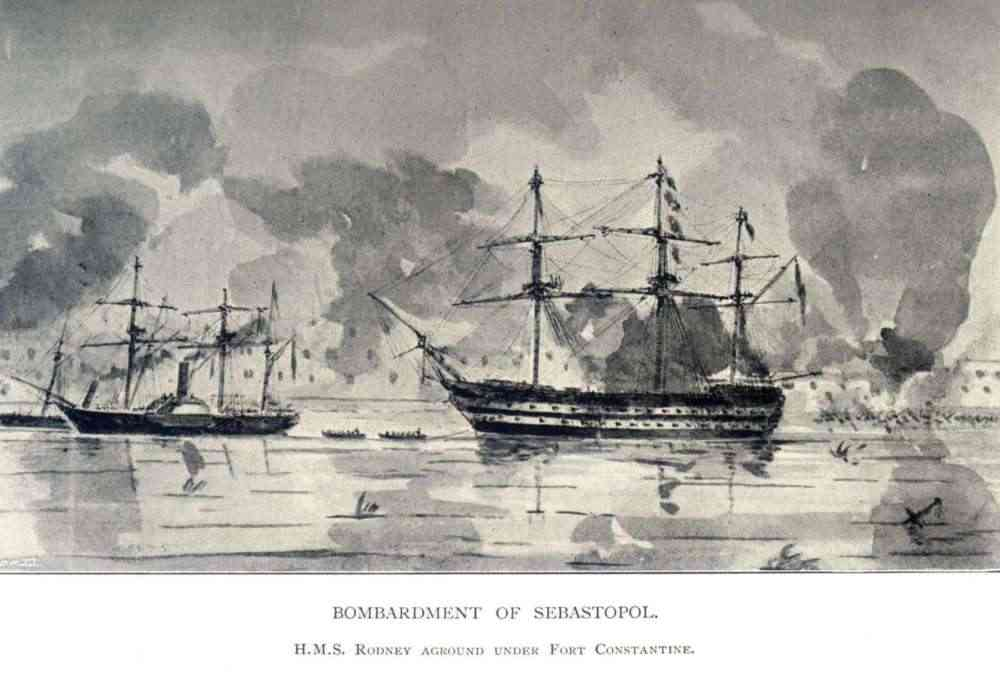
HMS 로드니의 세바스토폴 포격, 크림 전쟁 (1854년 10월)
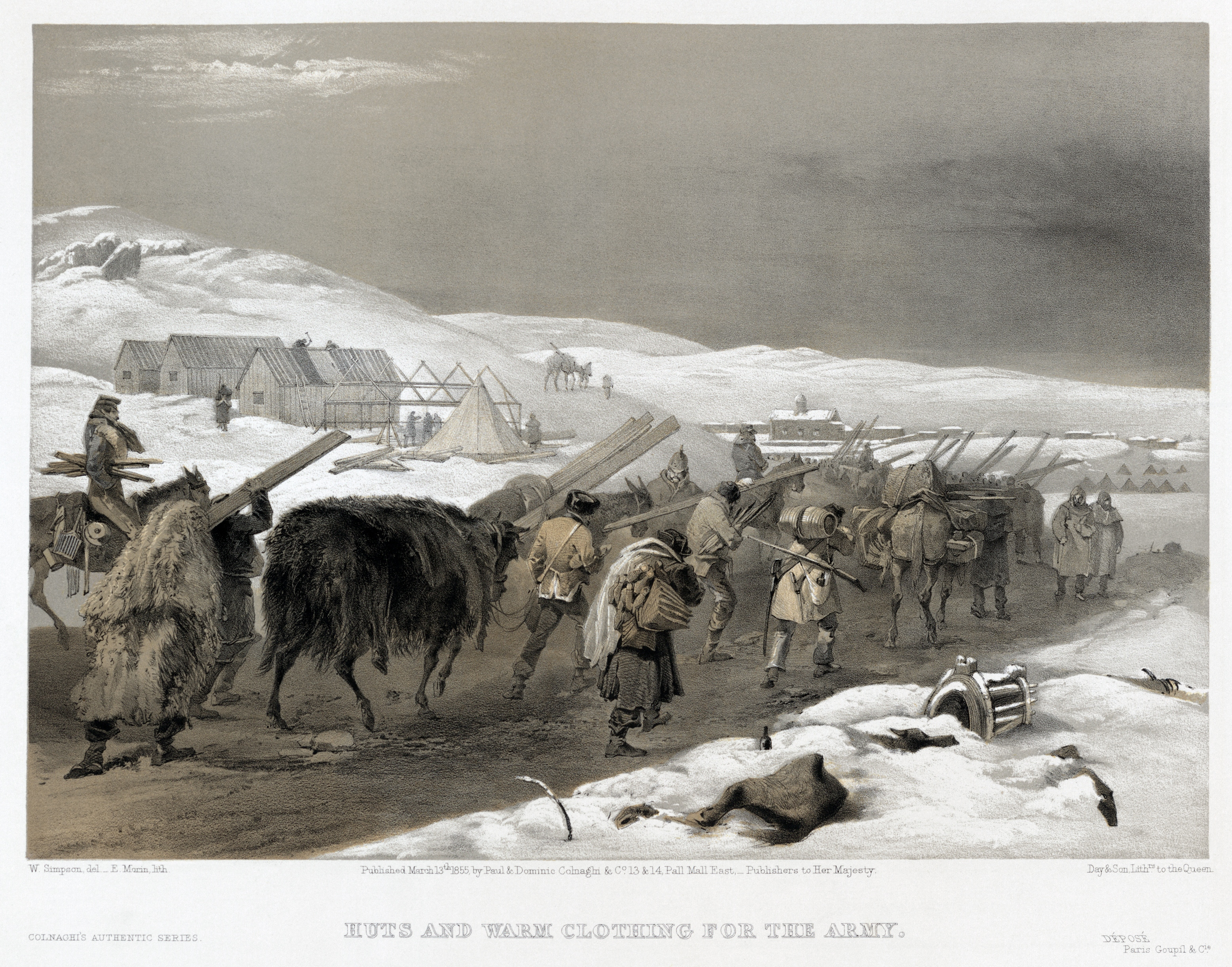
윌리엄 심슨의 수채화에 따라 1855년 3월에 발행된 영국 석판화는 병사들의 등에 실린 보급품과 함께 건설 중인 겨울 군사 숙소를 보여준다. 눈에 부분적으로 묻힌 죽은 말이 길가에 놓여 있다.
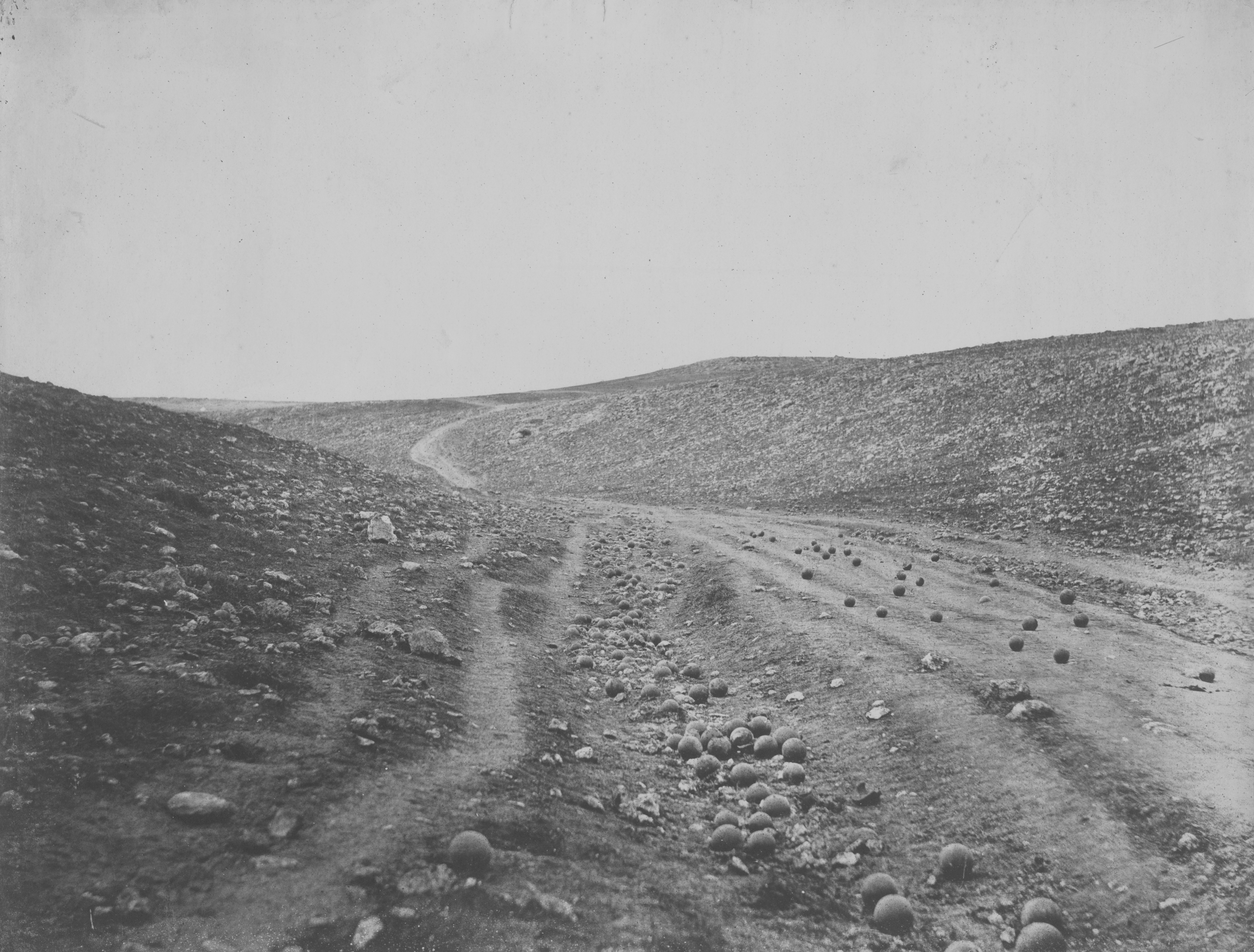
1855년 3월 로저 펜튼이 찍은 세바스토폴 근처 "죽음의 그림자 골짜기"의 모습. 포위전 중 목표물에 미치지 못하고 떨어진 포탄이 많아 병사들이 이렇게 불렀다.
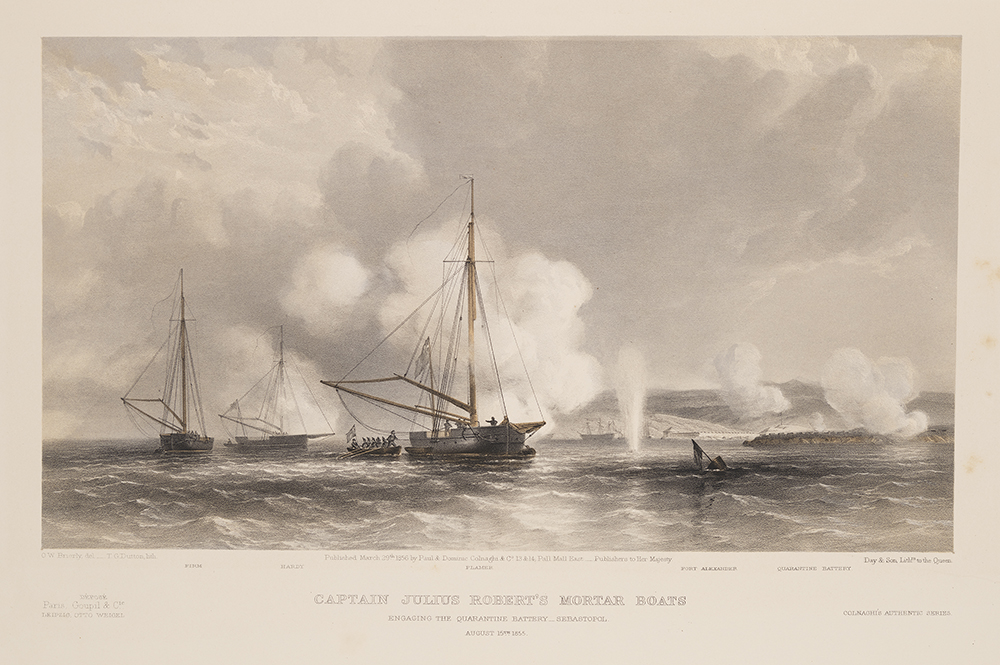
줄리어스 로버트 대위의 박격포정들이 검역 포대와 교전하다 – 세바스토폴 1855년 8월 15일 – 석판화 T.G.Dutton
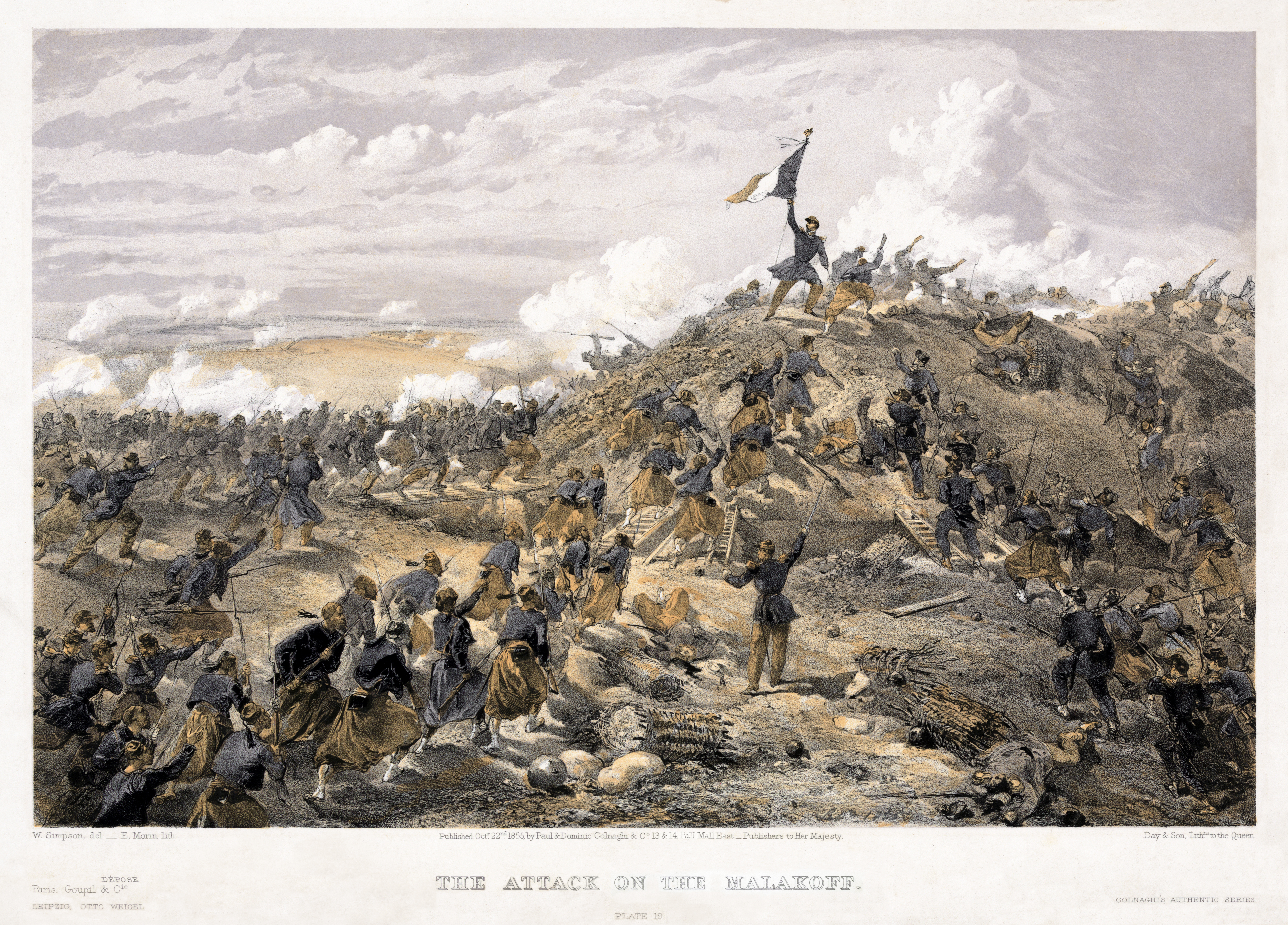
윌리엄 심슨의 말라코프 공격
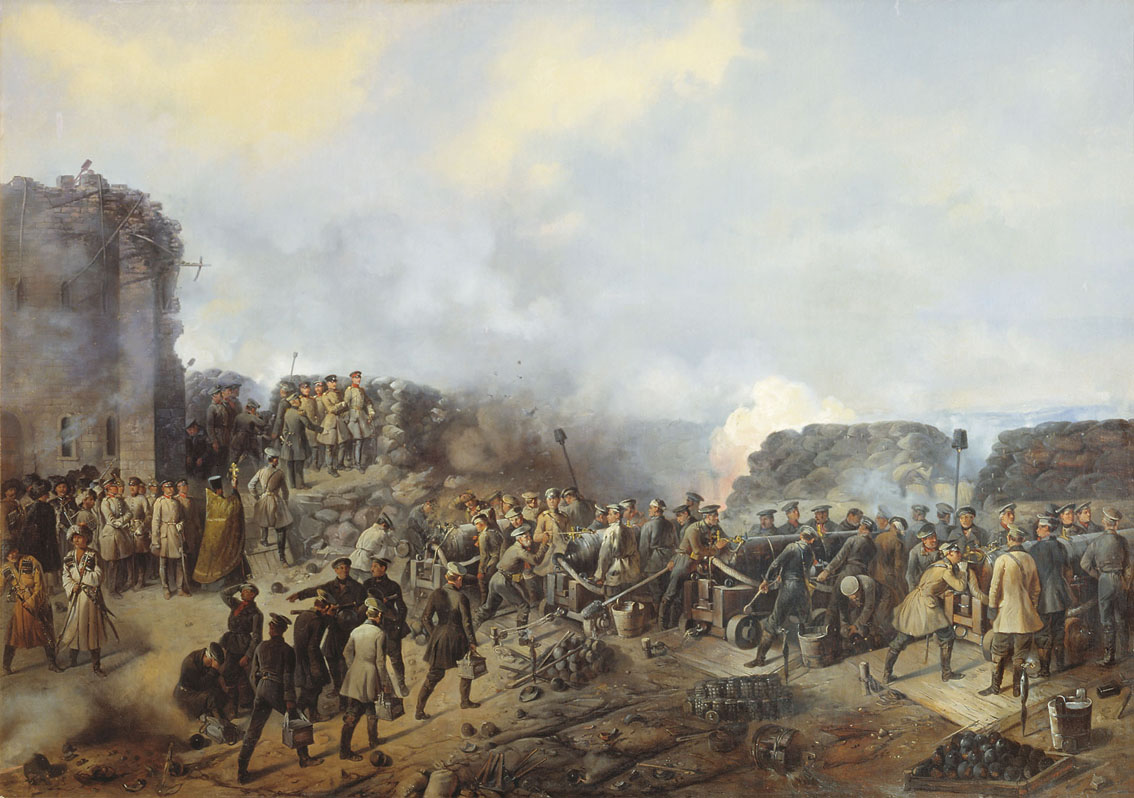
그리고리 슈카예프의 1855년 세바스토폴 포위전
세바스토폴 지도세바스토폴 지도
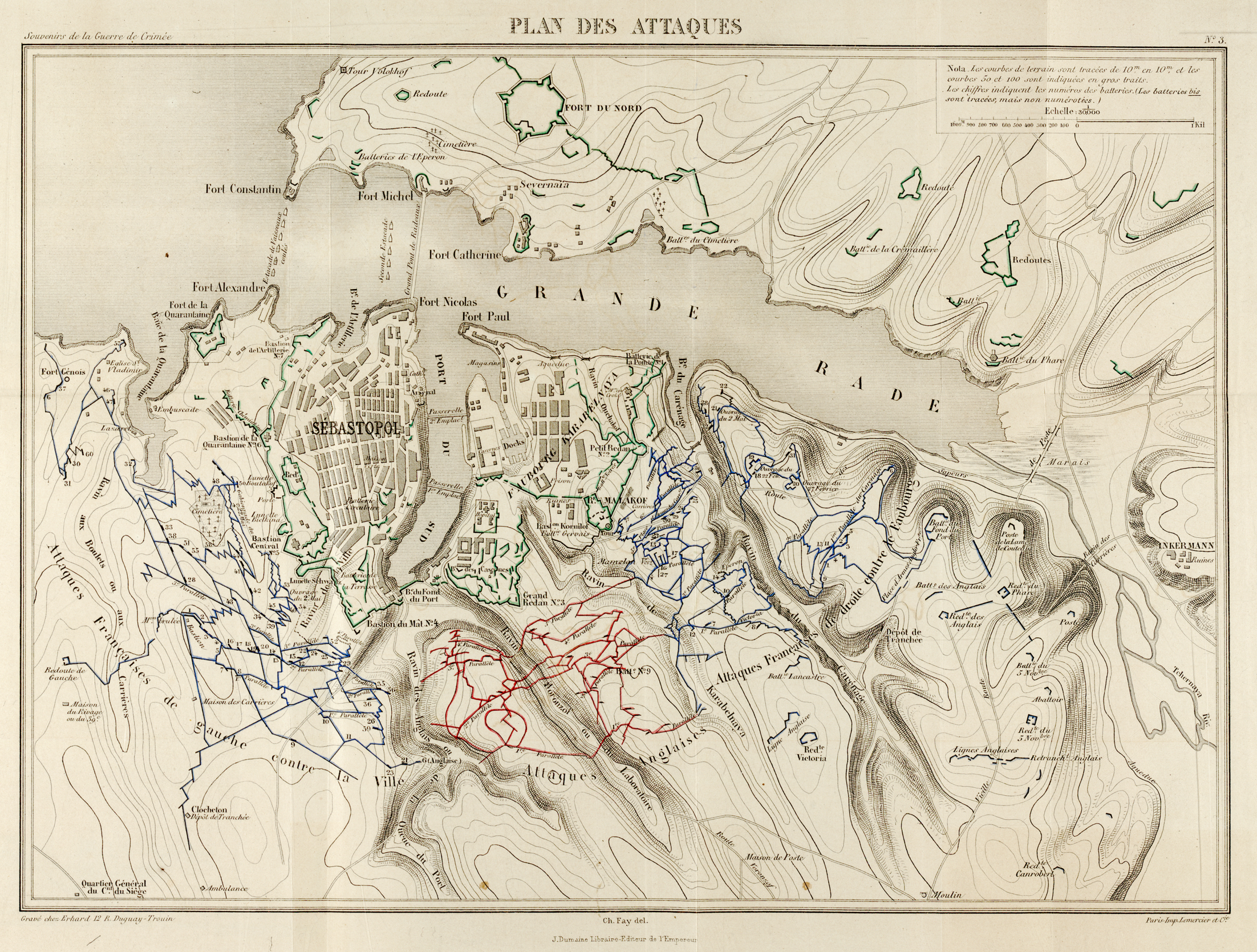
포위전 중 프랑스(파란색)와 영국(빨간색) 전선 지도. 방어군의 위치는 녹색으로 표시되어 있다.
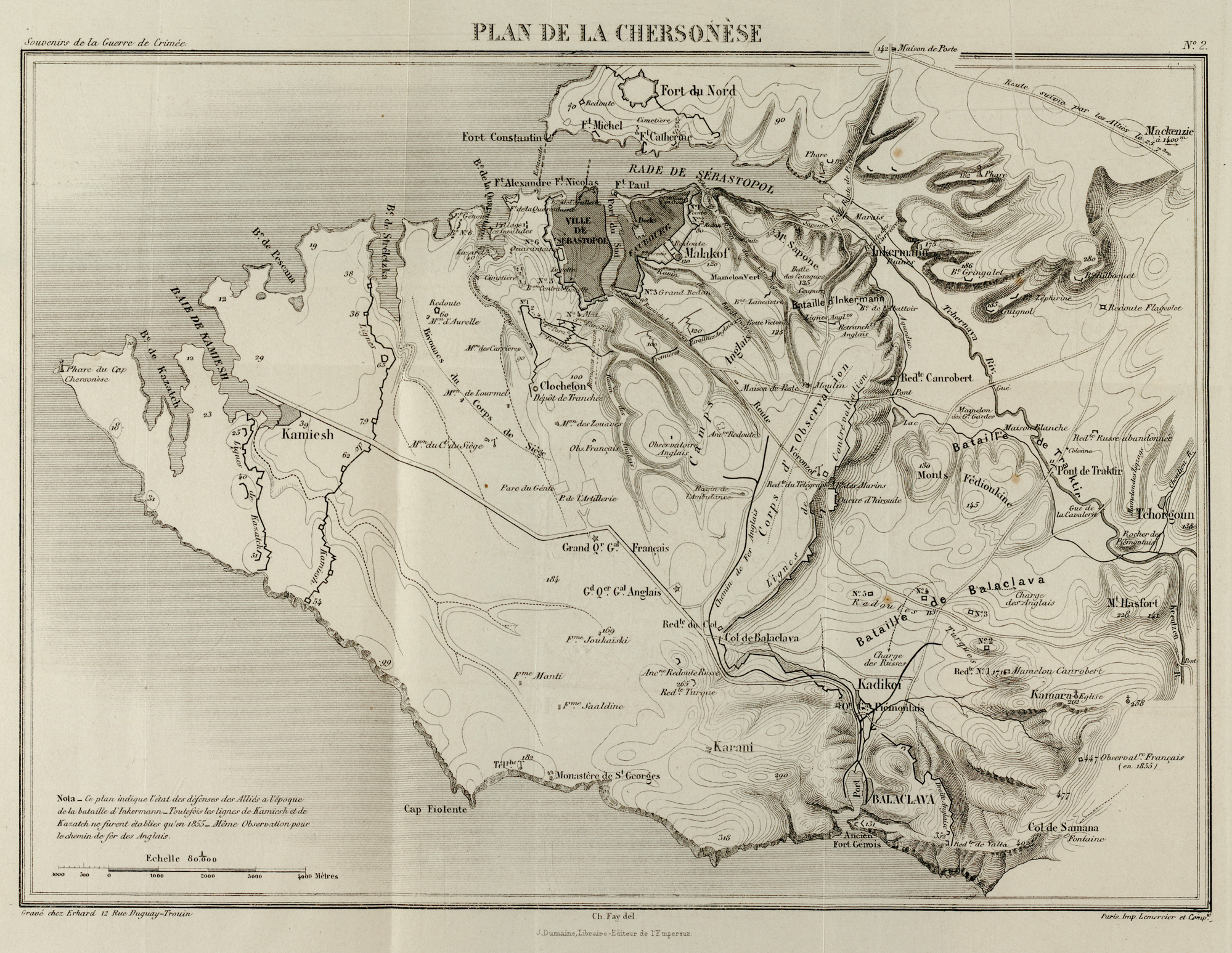
발라클라바 항구와 세바스토폴로 가는 보급선, 1855년. 크림 대중앙 철도는 "Chemin de Fer Anglais"로 표시되어 있다.
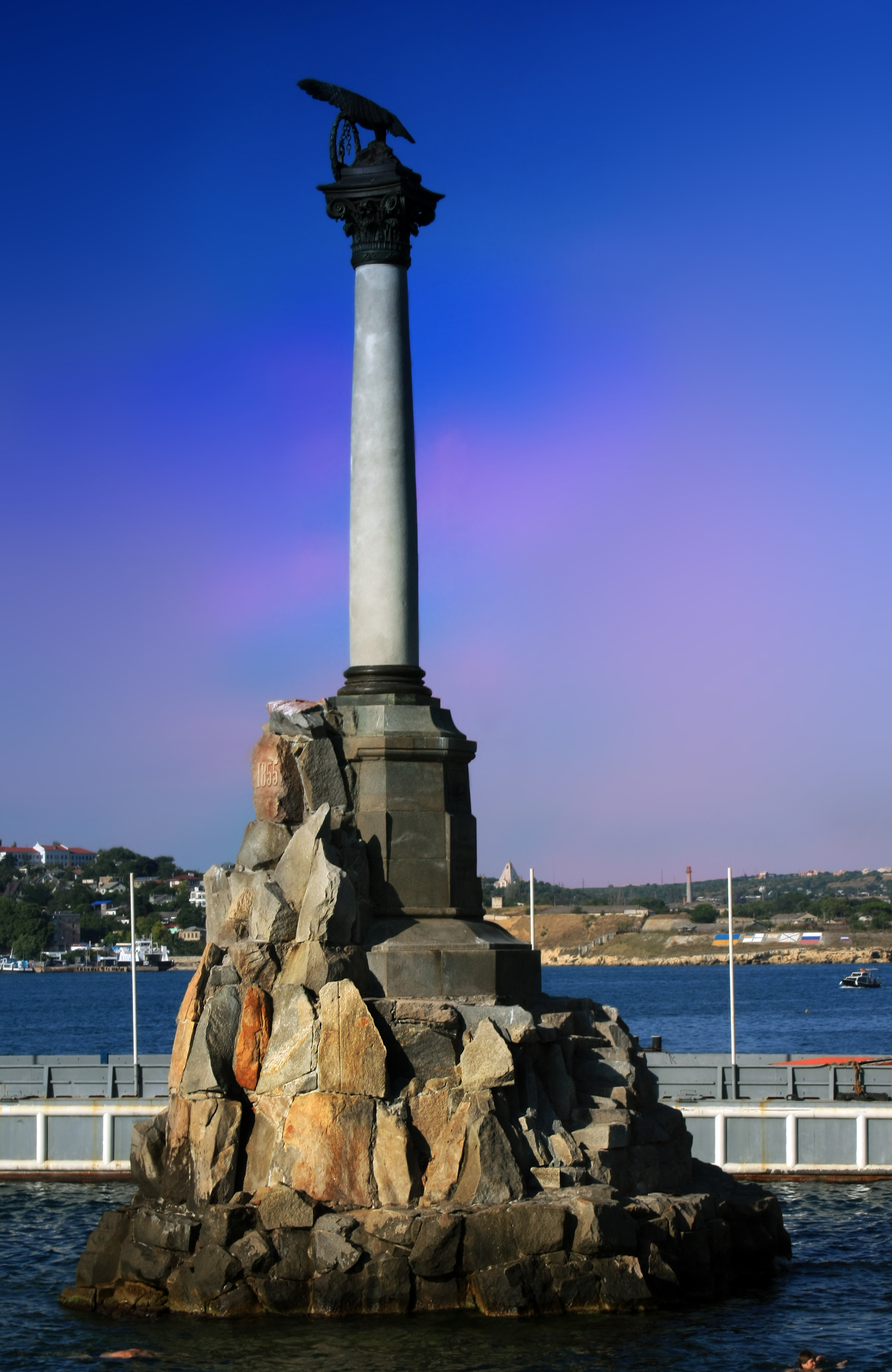
침몰선 기념비, 크림반도, 세바스토폴. 조각가 아만두스 아담손 1905년
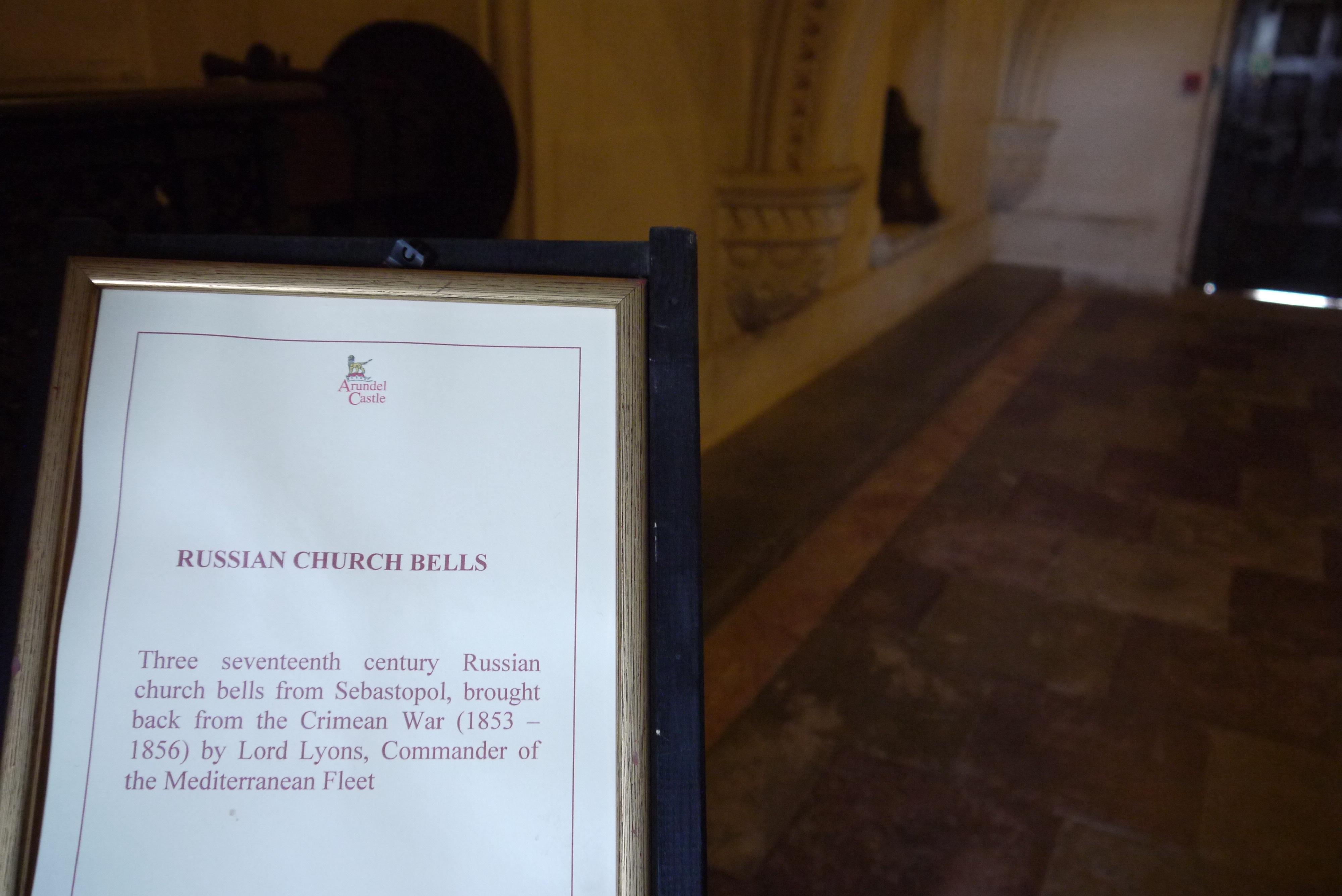
웨스트서식스주 아룬델성에 있는 17세기 러시아 정교회 종 3개. 이 종들은 세바스토폴 포위전이 끝난 후 세바스토폴에서 전리품으로 가져온 것이다.
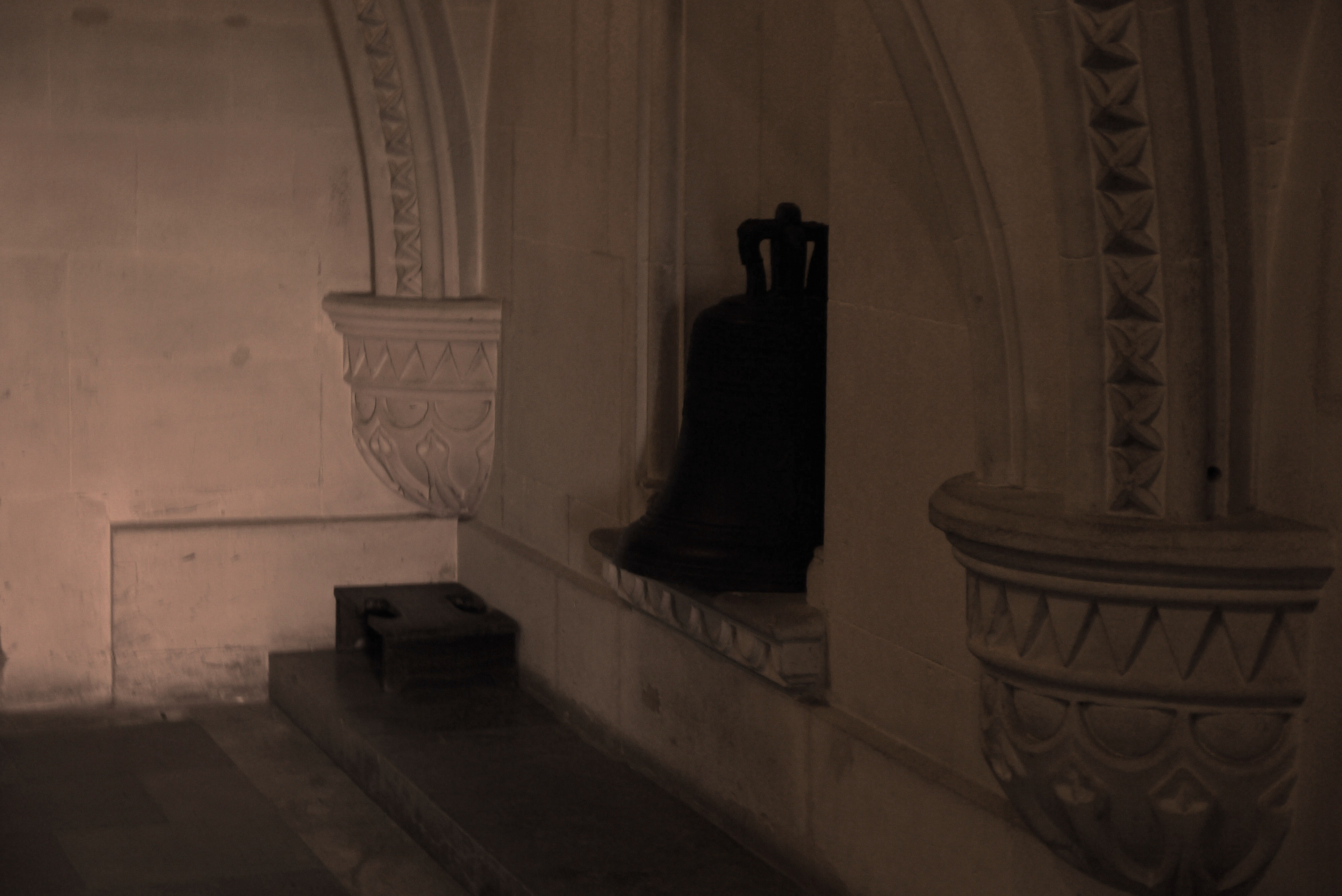
아룬델성에 있는 17세기 러시아 정교회 종 3개
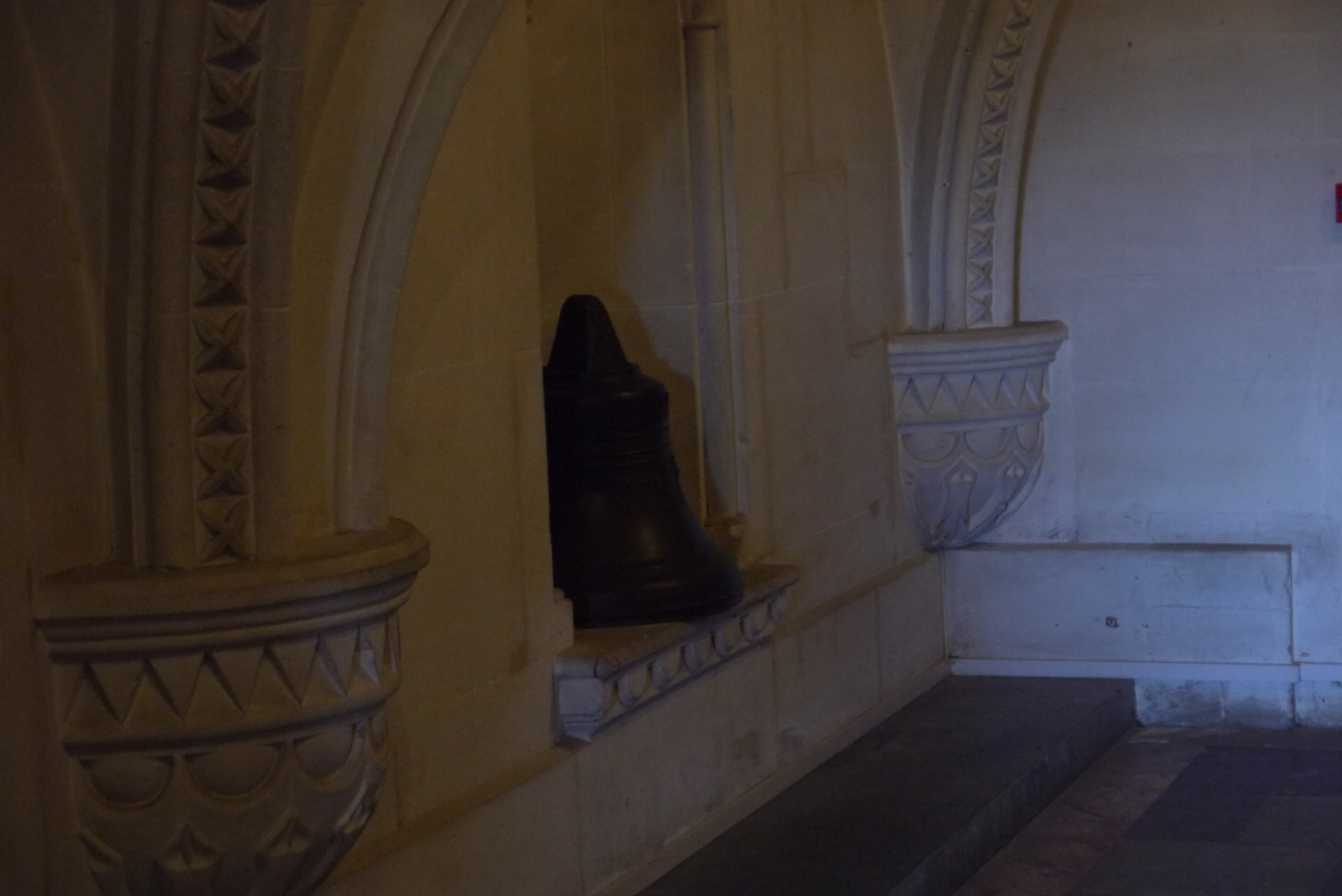
아룬델성에 있는 17세기 러시아 정교회 종 3개
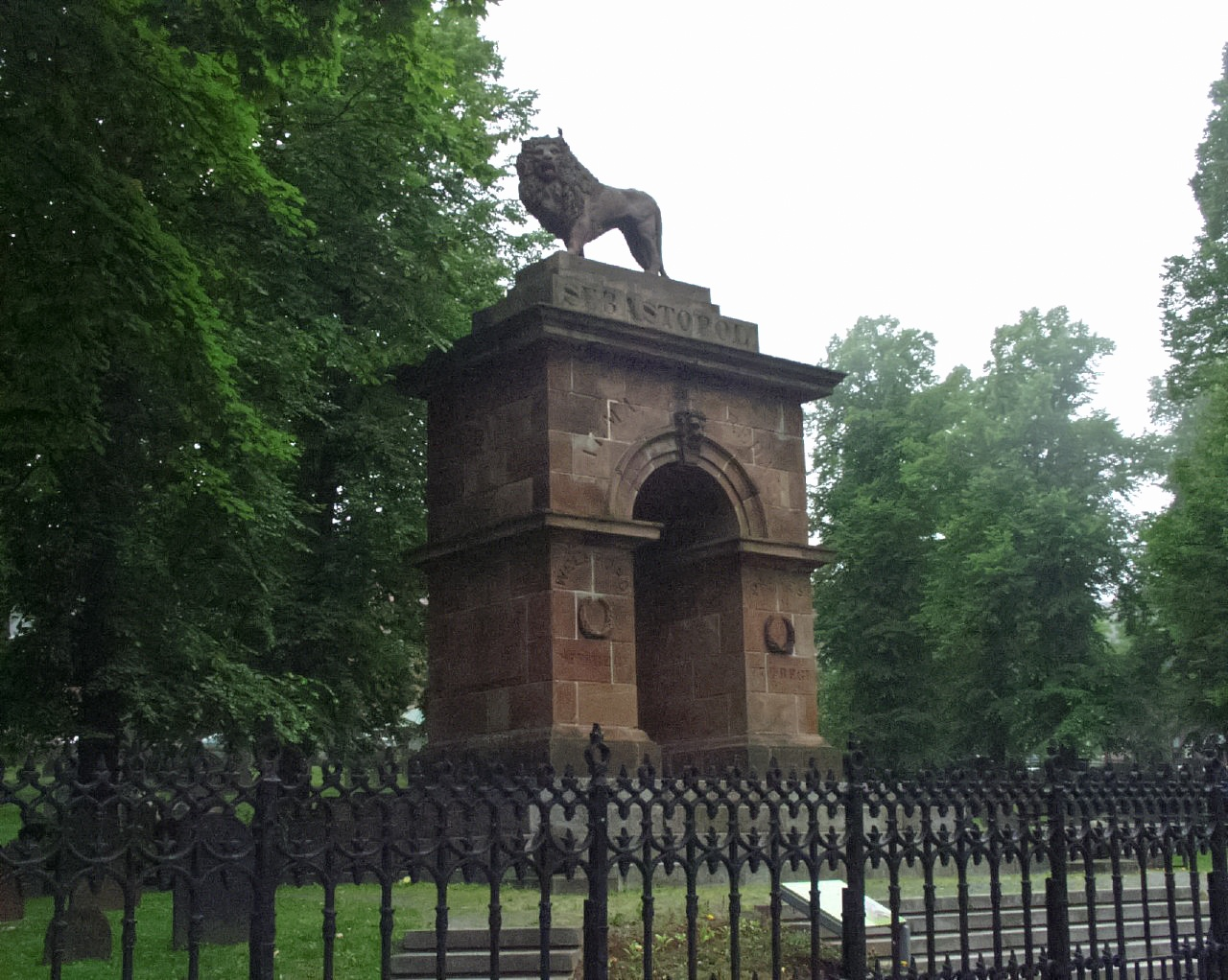
세바스토폴 기념비 핼리팩스는 북아메리카의 유일한 크림 전쟁 기념비이다.
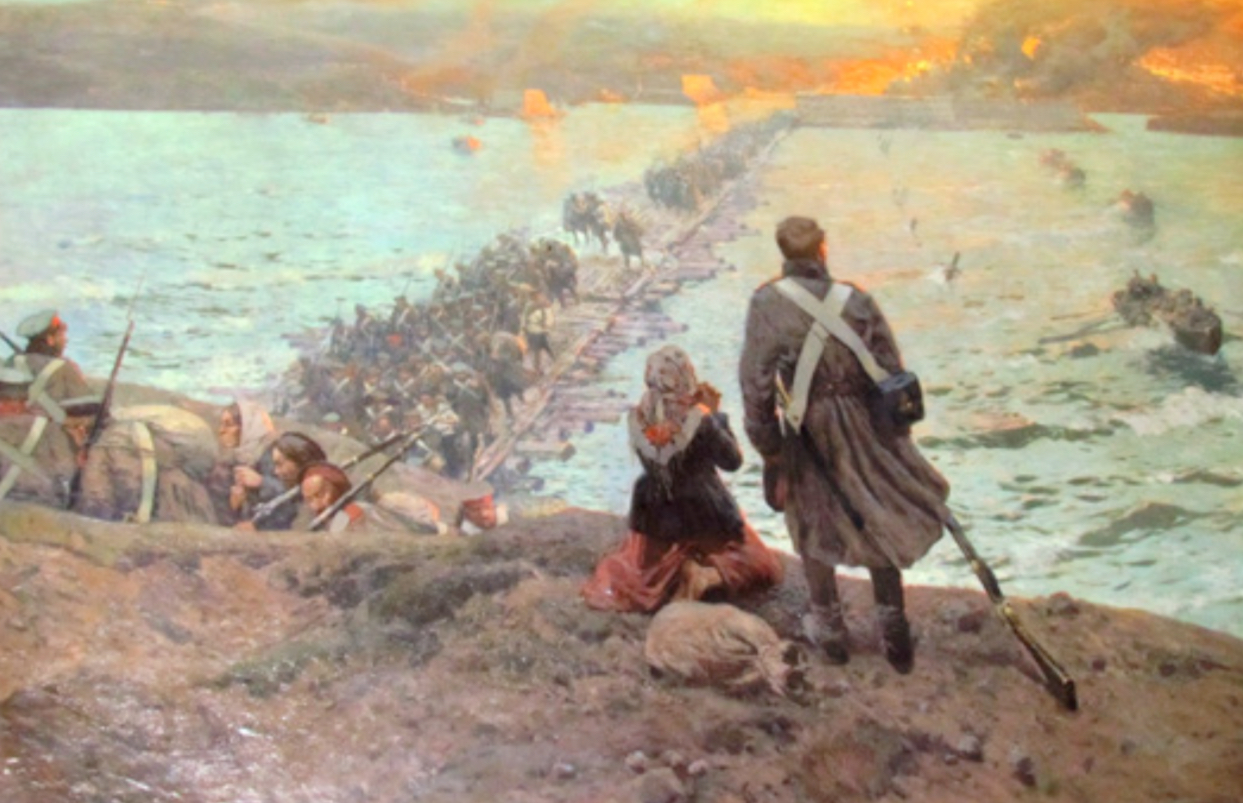
프란츠 루보의 마지막 모습
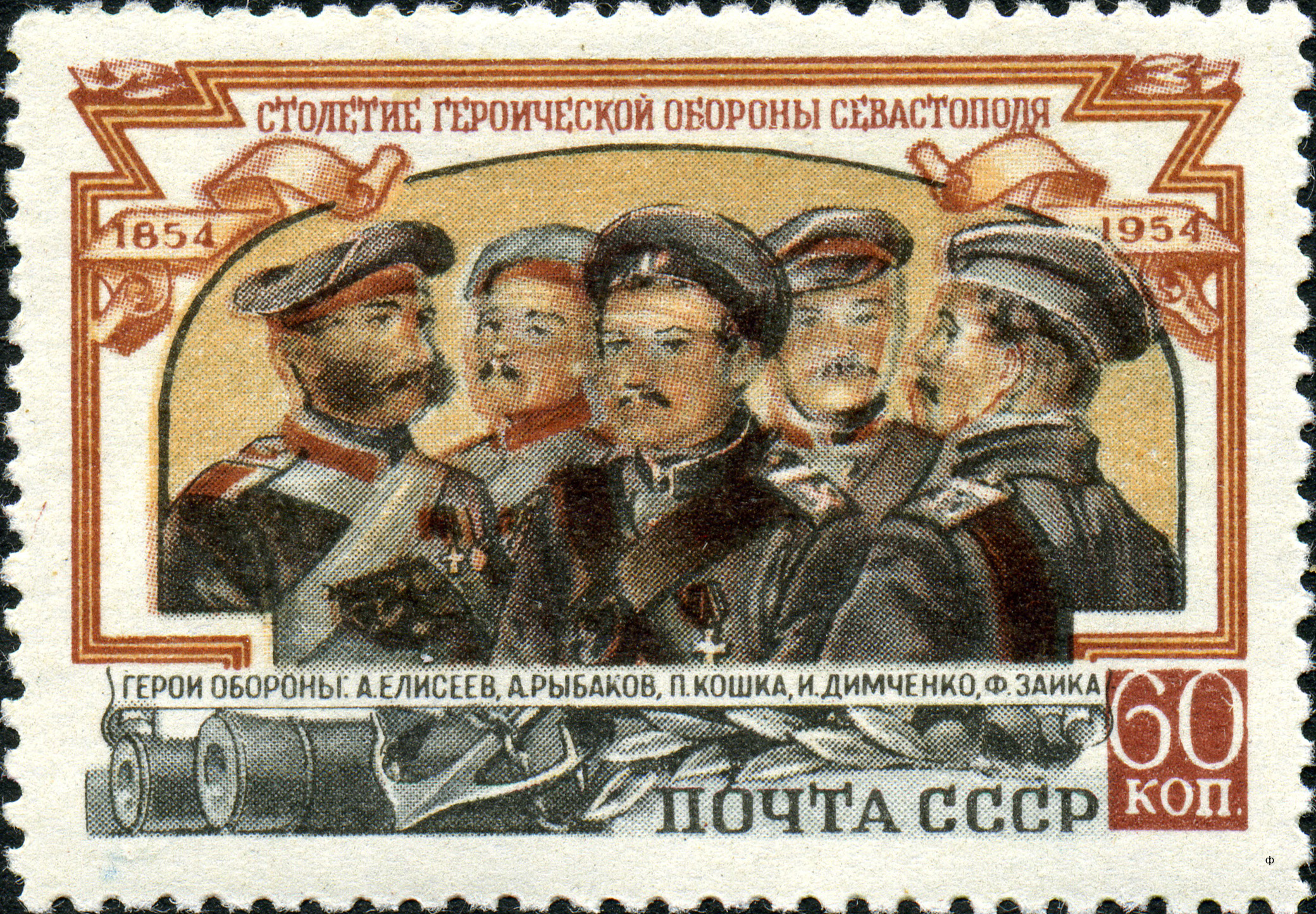
1954년 소련 우표, 포위전 기념

## 같이 보기
- 《세바스토폴 스케치》, 레프 톨스토이가 쓴 3편의 역사 소설 단편 모음집
- 《세바스토폴 방어전》, 러시아 최초의 장편 영화

## 내용주
1. ↑  이 문서에서 먼저 제시된 날짜는 구력 날짜이며, 뒤따르는 날짜는 현대식 날짜이다. 변환은 존 워커의 Calendar Converter를 사용하여 완료되었다.
2. ↑  영국 제도 내: 아마, 애버딘, 애빙던온템스, 애시턴언더라인, 뱀버러, 밴프, 바스, 벨파스트, 버크스웰, 베릭어폰트위드, 버컨헤드, 버, 블랙번, 보스턴, 브래던, 브래드퍼드, 브리지노스, 브리지워터, 브라이턴, 브리스틀, 번리, 카나번, 칼라일 (가능성), 케임브리지, 캔터베리 (가능성), 카디프, 카디건, 칼로, 카마던, 첼름스퍼드, 첼트넘, 체스터, 초범, 코브, 콩글턴, 코크, 코번트리, 크리클레이드, 달링턴, 다트머스, 다윈 (가능성), 더비, 데리, 데바이즈스, 더블린, 더들리, 덤버턴, 덤프리스, 던펌린, 둔레러, 더럼, 에든버러, 엘긴, 일리, 에니스, 이튼, 이브샴, 플린트, 골웨이, 글래스고, 그랜섬, 그레이트야머스, 건지섬, 핼리팩스, 해러깃, 하틀풀, 헤이스팅스, 헤리퍼드, 헌팅던, 내어즈버러, 랭커스터, 로열레밍턴스파, 레스터, 레오민스터, 루이스, 리치필드, 리머릭, 린리스고, 리즈번, 런던, 롱턴 (가능성), 로스토프트, 러들로, 리밍턴, 메이드스톤, 맬버리, 몰턴, 마게이트, 미들즈브러, 몬머스, 뉴캐슬언더라임, 뉴리, 노팅엄, 올덤, 퍼스, 플리머스, 폰트프랙트, 포트리셔, 포츠머스, 프레스턴, 레딩, 레트퍼드, 리치먼드, 리펀, 로체스터, 로스시, 솔퍼드, 솔즈베리, 스카버러, 시햄, 샤프츠베리, 셰필드, 사우샘프턴, 사우스포트, 사우스시, 사우스실즈, 스톡포트, 스톡턴온티스, 스토크온트렌트 (가능성), 선덜랜드, 스완지 (가능성), 톤턴, 티버튼, 트랠리, 트림, 월솔, 워링턴, 워터퍼드, 웰링, 웰스, 웨스트베리, 휘트비, 윈체스터, 로열우턴배싯, 렉섬, 요크.[27]영국 제도 외: 애들레이드; 오클랜드; 브랜트퍼드; 포트이리; 갈트; 조지타운; 지브롤터; 해밀턴; 호바트, 태즈메이니아주; 킨카르딘; 킹스턴; 론서스턴, 태즈메이니아주; 런던; 멜버른; 몬트리올; 퀘벡 시; 사니아; 스트랫퍼드; 스트라우드; 시드니; 트루아리비에르; 토론토; 윈저.[28]
3. ↑  제2차 세계대전 중 녹여진 대포는 다음과 같다. 애버딘, 애시턴언더라인, 블랙번, 보스턴, 브리지노스, 브리지워터, 브라이턴, 브리스틀, 번리, 케임브리지, 카디프, 카디건, 첼트넘, 체스터, 초범, 콩글턴, 코번트리, 크리클레이드, 더비, 데바이즈스, 던펌린, 더럼, 플린트, 핼리팩스, 헤이스팅스, 헌팅던, 내어즈버러, 랭커스터, 로열레밍턴스파, 레오민스터, 리치필드, 리밍턴, 맬버리, 올덤, 리펀, 솔퍼드, 솔즈베리, 시햄, 사우스포트, 사우스실즈, 스톡포트, 스톡턴온티스, 선덜랜드, 워링턴, 웰스, 휘트비, 윈체스터, 로열우턴배싯, 렉섬, 요크.[27]
복제된 세바스토폴 대포는 베킹엄, 브리지워터, 초범, 헤리퍼드, 헌팅던, 프레스턴, 스카버러, 사우스실즈, 스톡포트, 선덜랜드에서 찾을 수 있다.[27]

## 참고 문헌
- Greenwood, Adrian (2015). 《Victoria's Scottish Lion: The Life of Colin Campbell, Lord Clyde》. UK: History Press. 496쪽. ISBN 978-0-75095-685-7. 2016년 2월 21일에 원본 문서에서 보존된 문서. 2015년 11월 26일에 확인함.